# Embree
Embree is een gemeente (town) in de Canadese provincie Newfoundland en Labrador. De gemeente ligt aan de Bay of Exploits aan de noordkust van het eiland Newfoundland. Embree ligt op een klein schiereiland net ten noorden van Lewisporte.

## Demografie
Demografisch gezien is Embree, net zoals de meeste kleine dorpen op Newfoundland, aan het krimpen. Tussen 1991 en 2021 daalde de bevolkingsomvang van 846 naar 679. Dat komt neer op een daling van 167 inwoners (-19,7%) in dertig jaar tijd.
| Jaar | Aantal inwoners | Verschil |
| ---- | --------------- | -------- |
| 1991 | 846             | –        |
| 1996 | 819             | -3,2%    |
| 2001 | 745             | -9,0%    |
| 2006 | 703             | -5,6%    |
| 2011 | 691             | -1,7%    |
| 2016 | 701             | +1,4%    |
| 2021 | 679             | -3,1%    |

## Scheepswrak
De scheepsromp van de HMS Calypso, een korvet uit 1883 dat tot 1922 diende in de Britse zeemacht, ligt vlak voor de kust van Embree (in Jobs Cove).